# Glosar de electronică
Prezentul glosar conține termeni din domeniile electronicii, radioului, televiziunii, telefoniei și telecomunicațiilor.

## A
- absorbant - material sau structură constructivă care absoarbe undele electromagnetice sau acustice.
- accentuare a contururilor - operație prin care se scot în evidență contururile din imaginile video sau TV, în scopul îmbunătăţirii clarităţii imaginii.
- acoperire - regiune în care emisia unui post radio sau TV poate fi recepționată în condiții normale.
- acord (al unor circuite rezonante) - egalitate a frecvențelor de oscilație a două sau mai multe aparate de telecomunicație, sisteme oscilante etc., care poate fi obținută prin modificarea valorii capacității (acord capacitiv) sau inductanței (acord inductiv), în care caz se atinge rezonanța, care constă într-o valoare maximă a unei mărimi date (curent, tensiune, impedanță etc.).

- acord al unui receptor - reglarea unui receptor pe lungimea de undă a unui anumit emițător.
- acord dublu - defect al unui radioreceptor superheterodină (cauzat de o selectivitate insuficientă) de a recepționa o emisie în două poziții diferite ale acului cadranului, corespunzătoare unei diferențe de frecvență de acord egală cu dublul frecvenței intermediare.

- acustomat - dispozitiv adaptor electronic la un magnetofon pentru pornirea și oprirea automată a aparatului, care asigură înregistrarea numai atunci când se vorbește.
- acvadág - soluție de grafit coloidal folosită ca strat conductor pe suprafața interioară a părții tronconice a tuburilor catodice.
- adaptare de impedanță - egalarea impedanței de ieșire a unui echipament electronic A cu cea de intrare a lui B (unde A și B sunt cuplate astfel încât ieșirea lui A să fie intrarea lui B), astfel încât să se obțină un transfer maxim de energie electrică între acestea.
- adaptor - dispozitiv electric intercalat între un generator sau un transmițător și un receptor pentru a le adapta unul la altul, pentru adaptarea unui aparat electric la diverse întrebuințări etc
- alfabet fonetic internațional - cuvinte înlocuind literele alfabetului și cifrele pentru a se evita confuziile în convorbirile radio; exemple: A - Alfa, B - Bravo, C - Charlie etc.
- Alfabetul Morse - alfabet folosit în telegrafie, în care literele sunt notate prin combinații de puncte și linii.
- alimentator de energie - dispozitiv electronic care transformă tensiunea alternativă din rețeaua de curent electric într-o tensiune continuă care poate fi utilizată pentru a alimenta dispozitive electronice; altă denumire: sursă de alimentare.
- ambalare termică (a unui tranzistor) - creșterea rapidă a curentului de polarizare al unui tranzistor, sub efectul creșterii de temperatură, fenomen care poate produce distrugerea tranzistorului respectiv.
- amorsare:

- aducerea în stare de conducție a unui dispozitiv semiconductor cu structura pnpn;
- vezi aprindere.
- amortizare - parametru al unui circuit oscilant definit ca raportul dintre mărimea rezistenței de pierderi și reactanța (inductivă sau capacitivă) (vezi și factor de calitate).
- amortizor - circuit sau dispozitiv care atenuează oscilațiile sau interferențele nedorite într-un circuit electronic, contribuind la stabilitatea și funcționarea corectă a acestuia.
- ampex -  (procedeu de) reluare rapidă a imaginilor de televiziune prin intermediul unei imprimări magnetice, în cadrul transmisiilor directe.
- amplificare - operație de creștere a unor mărimi fizice sau matematice (curenți electrici, sunete etc), obținută cu ajutorul unui amplificator.
- amplificator - aparat utilizat în scopul reproducerii unui semnal electric de intrare, cu intensitate mărită.

- amplificator de antenă - amplificator anexat unei antene pentru asigurarea unei recepții îmbunătățite.
- amplificator de putere - circuit electronic utilizat pentru a amplifica semnalele de putere ridicată, cum ar fi semnalele audio și semnalele de radiofrecvență (RF) și care funcționează prin preluarea unui semnal de intrare și multiplicându-l într-un semnal de ieșire de putere mai mare, care poate fi folosit pentru a alimenta difuzoare, antene sau alte dispozitive care necesită semnale puternice.
- amplificator stereofonic - ansamblu de amplificatoare pentru transmisia stereofonică a sunetului.

- analiză (a unei imagini) - explorare a unei imagini în scopul transformării informaţiei optice în informaţie electronică.

- analiză cu spot volant - analiză în care imaginea este explorată de un fascicul optic, a cărui intersecție cu suprafața explorată generează o pată luminoasă, numită spot volant.

- analizor electronic - aparat electronic pentru analiza armonică experimentală a semnalelor electronice.
- analogic:

- (despre semnale electronice) a cărui valoare poate fi reprezentată printr-o funcție continuă de timp, putând lua o infinitate de valori în domeniul său de variație.
- (despre aparate, dispozitive, instrumente, sisteme; în opoziție cu "digital") care generează, măsoară, prelucrează și stochează astfel de semnale.
- anoptic, sistem ~ - (în televiziune) sistem de redare a imaginilor fără a folosi mijloace optice.
- antenă - dispozitiv format din conductoare filiforme și stâlpi de susținere sau din suprafețe conductoare, prin care se radiază direct în spațiu ori se captează direct din spațiu unde electromagnetice.
  - antenă colectivă sau de bloc - antenă (combinată) cu echipament electronic adecvat pentru asigurarea recepției radio sau de televiziune la mai mulți abonați asociați.
  - antenă de cameră - antenă de recepție situată în interiorul încăperii în care se află radioul sau televizorul
  - antenă încorporată - antenă inclusă în caseta radioului.
  - antenă parabolică - tip de antenă care utilizeză un reflector parabolic, o suprafață având forma unui paraboloid de rotație.
- antifading -  (despre instalații de radiocomunicații) care are proprietatea de a reduce fenomenele de fading.
- antifază - opoziție de fază.
- antiinducție - eliminare sau reducere a efectelor inductive perturbatoare dintre circuite paralele.
- antiparazit - (despre dispozitive, antene etc.) care previne, combate sau reduce perturbațiile electromagnetice de origine externă în transmisiile radiofonice.
- antischeting (sau antiskating) - dispozitiv de reglaj la pick-up-uri, pentru compensarea forței centripete.
- antistatic -  (substanță) care neutralizează din punct de vedere electric discurile folosite la înregistrarea și la reproducerea sunetelor.
- aparat de radio -  aparat de telecomunicații folosit pentru captarea undelor radioelectrice prin intermediul unei antene; sinonime: radio(receptor), (aparat de) radio.
- aparat telegrafic - aparat folosit pentru producerea, recepția și transformarea semnalelor telegrafice.
- apel:

- producerea unui semnal sonor sau luminos prin care se marchează cererea de a stabili o legătură telefonică sau telegrafică;
- semnal sonor sau luminos produs pentru a indica cererea de a se stabili o astfel de legătură.
- apelabil - (despre abonații unor rețele de telefonie mobilă sau fixă ori despre posturi telefonice) al cărui număr de telefon este valid; al cărui telefon funcționează sau este conectat la rețea.
- Appleton, strat ~ - strat ionizat al atmosferei, aflat la o altitudine de 250 km, care reflectă undele scurte.
- aprindere - aducerea în starea de conducție a unui tub electronic, adică începerea descărcării electrice în interior; sinonim: amorsare.
- asignare - repartizare a frecvențelor de lucru pentru diferite stații de radiocomunicații.
- atenuare (a unui semnal) - reducere a energiei unui semnal, într-o rețea sau într-un canal de transmisie.
- atenuator - dispozitiv care reduce nivelul unui semnal, fără distorsiuni, la o frecvență dată sau într-o bandă de frecvențe.
  - atenuator de linie - rețea atenuatoare conectată între un amplificator de linie și linia de transmisie pe care o alimentează, pentru a-l izola de variațiile de impedanță ale liniei.
- audiofrecvență - frecvență a unui sunet pe care îl poate auzi urechea umană medie, situată între 15 și 20.000 de hertzi.
- audiometru:

- instrument compus dintr-un oscilator electronic, un amplificator și un atenuator, folosit pentru a măsura acuitatea de auzire a tonurilor pure și a vorbirii;
- control electronic care înregistrează automat timpul în care un receptor radio sau de televiziune a fost deschis.
- audiție - recepționare a semnalelor audio în radiofonie.
- auricular - accesoriu al aparatelor radioreceptoare și telefonice, care permite ascultarea individuală, la ureche, a transmisiunilor.
- autoalarmă - radioreceptor care înregistrează automat semnalele de pericol.
- autocontrol - control automat al funcționării unui aparat, cu ajutorul unui dispozitiv (de regulă un microprocesor) încorporat acestuia.
- autocorelație - corelație între un semnal considerat la un moment dat și acelasi semnal, considerat în momentul anterior și folosit ca referință.
- autodină -  montaj radiofonic pentru recepția undelor nemodulate, în care se folosește același tub electronic ca detector și ca oscilator.
- autoheterodină - oscilator realizat prin cuplarea circuitelor de anod și de grilă ale unui etaj cu triodă.
- automat de stare - sistem a cărui funcționare se caracterizează printr-un număr finit de stări predeterminate ale diferitelor sale organe; exemplu: circuitele logice binare.
- automatizare industrială - utilizarea unor componente electronice precum senzori, controlere programabile, circuite electronice, software pentru a controla și a gestiona procesele industriale și a îmbunătăți eficiența și productivitatea într-un mediu de producție industrială.
- autooscilație - oscilație electrică întreținută, spontană și nedorită, care se poate produce în aparatele electronice din cauza unui cuplaj parazit între circuite.
- autoprotecție - proprietatea unui dispozitiv electronic de a funcționa sau de a trece în stare de securitate după defectarea unui subansamblu important.
- autorizare - aducerea unei porți logice în starea de a transmite impulsul prezent la una din intrările sale, prin aplicarea unui impuls numit de autorizare la o intrare suplimentară prevăzută în acest scop.
- autostop - mecanism de oprire automată (la unele aparate video, combine muzicale etc).
- autotransformator -  transformator de putere care are o singură înfășurare cu o priză, o parte din înfășurare servind ca înfășurare primară, iar totalitatea ei ca înfășurare secundară, sau invers.
- avans de fază - defazaj înainte al unui semnal față de altul.
- avertizor - radioreceptor în stare permanentă de funcționare și care acționează ca un releu, semnalizând apariția sau dispariția unui câmp electromagnetic variabil de frecvență egală cu cea pentru care este acordat.
- axă de deflexie - axa x sau y de pe ecranul tubului catodic al unui aparat de vizualizare (osciloscop etc.) în sistemul de coordonate rectangulare.
- axă electrică - direcție într-un cristal piezoelectric, pe care rezistența acestuia este cea mai mică.

## B
- balans al culorilor - reglare a semnalelor video ale unui sistem de televiziune în culori, pentru obținerea reproducerii fidele a culorilor.
- balans stereofonic - reglaj al unui sistem stereofonic pentru a egaliza nivelurile sonore ale canalelor.
- baleiaj - deplasare ordonată și periodică a spotului luminos pe ecranul unui osciloscop, al unui televizor, al unui radiolocator etc.
- bandă:

- ansamblu de frecvențe radioelectrice atribuite diferitelor servicii de radiocomunicații prin reglementări naționale și internaționale;
- grup de frecvențe vecine sau apropiate ale unei radiații (electromagnetice ori) sonore.
- bandă etalon - bandă magnetică cu înregistrări speciale pentru reglarea sau verificarea parametrilor unui magnetofon sau magnetoscop.
- bandă de frecvență - interval de frecvență în care un aparat electronic își menține caracteristicile specifice.
- bandă X - bandă de frecvențe cuprinse în domeniul microundelor.
- baretor - instrument de fier sau de wolfram, montat într-un balon de sticlă umplut cu hidrogen la presiune joasă, care, introdus într-un circuit electric, menține constantă intensitatea curentului.
- barieră luminoasă - fascicul luminos folosit pentru comanda unui fotoreleu, în vederea semnalizării prezenței corpurilor străine într-o anumită zonă.
- baud - unitate de viteză în transmisiunile telegrafice, care corespunde transmiterii unui punct din alfabetul Morse pe secundă.
- bază:

- electrod corespunzător zonei cuprinse între cele două joncțiuni ale unui tranzistor;
- distanță între difuzoarele (externe) ale unui sistem de redare stereofonică.
- bază de timp - unitate funcțională a unor aparate electronice, care generează impulsuri la intervale de timp precise.
- beamforming - tehnică de procesare a semnalului utilizată în rețelele de senzori⁠(d) pentru transmisia sau recepția direcțională a semnalului.
- beep (sau bip):

- semnal sonor de avertizare emis de un aparat de comunicații; țiuit;
- semnal scurt dat cuiva prin sunarea la telefon fără a aștepta să se răspundă.
- beeper - pager.
- belinograf - aparat care transmite imaginile la distanță, prin mijloace telegrafice.
- belinografie - procedeu prin care imaginile sunt transmise la distanță, folosind firul telefonic sau undele radiofonice.
- belinogramă - imagine transmisă prin belinograf.
- bigrilă - tub electronic cu două grile.
- bioelectronică - parte a biologiei moleculare care se ocupă cu studiul acțiunilor electrice între moleculele celulelor și cele ale substanțelor care intervin în metabolismul celular.
- bioradiocomunicație - radiocomunicație biologică.
- biosenzor - sistem de detecție și măsurare alcătuit dintr-o structură vie (bioreceptor) asociată cu o componentă electronică (transductor).
- bip - vezi beep.
- biplacă - tub electronic cu doi anozi și un catod, folosit pentru detecție și ca element redresor.
- bistabil - (despre dispozitive electronice) care este capabil să aibă două stări stabile.
- blocare  - stare a unui tranzistor în care rezistența electrică dintre emitorul și colectorul acestuia este infinit de mare.
- boxă - incintă acustică, difuzor.
- brățară electronică - brățară cu un radio-transmițător încorporat, folosită de poliție în unele state pentru a monitoriza deplasările unor persoane.
- bruiaj - perturbare a recepției unor semnale electromagnetice, prin emiterea de semnale parazite cu aceeași frecvență.
- brum - zgomot de fond perturbator produs într-un sistem de transmisie audio, provocat de alimentarea amplificatoarelor de audiofrecvență de la rețeaua de curent electric alternativ.
- buclă digitală - aparat electronic folosit pentru redarea infinită a unei secvențe sonore înregistrate.
- bus - conductor comun al mai multor circuite.
- buz(z)er (sau buzăr) - aparat electromagnetic care produce un sunet intermitent caracteristic, folosit în trecut la unele instalații telefonice ca mijloc de apel și ca mijloc de transmitere a unor semnale după codul Morse; vibrator.

## C
- cabestan - ax metalic care antrenează banda magnetică în cursul operației de înregistrare sau redare a sunetelor.
- cablaj - totalitatea cablurilor și a firelor izolate care formează conexiunile unei instalații sau ale unui aparat de telecomunicații.
- cablaj imprimat - cablaj prefabricat în care conexiunile dintre piesele componente ale unui aparat electronic sunt realizate sub formă de benzi conductoare înguste, pe un suport izolant; circuit imprimat
- cablare - realizarea legăturii (unui bloc, unei case etc.) cu un cablu de telecomunicații.
- cablu coaxial - cablu electric care are un conductor interior este înconjurat de un strat izolator tubular, înconjurat de o tresă conductivă tubulară, fiind folosit ca o linie de transmisie pentru semnale de frecvență radio.
- cablu consolă - cablu de rețea utilizat pentru a conecta un computer la portul consolei unui dispozitiv de rețea, cum ar fi un router, un Access Point sau un firewall; alte denumiri: rollover cable, Yost cable.
- cablu de fibră optică - cablu care conține una sau mai multe fibre optice care servesc conducerii luminii.
- cablu hertzian - sistem de transmisie a mesajelor prin unde hertziene.
- cablu inversor - cablu utilizat pentru conectarea a două dispozitive infomatice similare.
- cablu patch - cablu electric sau optic, de lungime de obicei mică, cu conectori la capete, care se folosește pentru conectarea echipamentelor terminale între ele sau cu prizele de perete sau din dulap.
- Cablul telegrafic transatlantic - primul cablu utilizat pentru comunicații telegrafice întins pe fundul Oceanului Atlantic și care lega informațional Europa de America de Nord.
- cablu torsadat -  tip de cablu des întâlnit în care doi conductori sunt răsuciți unul în jurul celuilalt în scopul anulării interferenței electromagnetice ce cauzează diafonie.
- cablaj imprimat - placă cu cablaj care are rolul de a susține mecanic și de a conecta electric un ansamblu de componente electrice și electronice, pentru a realiza un produs final funcțional; altă denumire: circuit imprimat.
- cadru - figură descrisă de spotul fasciculului electronic la explorarea unei imagini complete în televiziune.
- cadru electromagnetic - antenă de forma unei bobine, cu un număr mic de spire, utilizată în recepțiile radioelectrice și în radiogoniometrie.
- cale - succesiune de linii și de centrale intermediare prin care se realizează legătura telefonică sau telegrafică între două localități.
- calibror - oscilator electronic cu cristal de cuarț, care generează semnale de frecvente stabile și cunoscute, folosit pentru etalonarea frecvențmetrelor electronice.
- calit - material ceramic pe bază de silicați de magneziu, folosit ca izolant electric în radiotehnică.
- calitate a transmisiunii - calificativele acordate de către personalul stației receptoare pentru parametrii de calitate ai transmisiunii stației recepționate.
- canal de radiocomunicații - canal de transmisiune destinat transmiterii unei informații prin mijloace de radiocomunicație, caracterizat printr-o anumită bandă de frecvențe alocată.
- canal de telecomunicații - fiecare dintre posibilitățile de transmisiune a mesajelor pe care le prezintă un sistem de telecomunicații multiple.
- canal de televiziune - canal de radiocomunicații destinat transmisiunii unui program de televiziune radiodifuzată.
- canal de transmisiune - cale de transmisiune unilaterală a programelor sonore sau vizuale destinate difuzării publice (mai ales în televiziune).
- canalizație telefonică - instalație subterană de conducte pentru întinderea cablurilor telefonice într-un oraș.
- cap magnetic - transductor electromagnetic care transformă variațiile unui semnal electric în variații de flux magnetic sau invers, folosit pentru operații de înregistrare, redare și ștergere la magnetofoane.
- capsulă - înveliș al unui dispozitiv electronic activ sau pasiv pe care sunt dispuse terminalele.
- capsulă telefonică - cutie de dimensiuni mici care conține un microfon sau un receptor, folosită în aparatele telefonice clasice.
- captare a sunetului - ansamblu de operații care asigură transformarea informațiilor sonore în semnale electrice.
- captor - dispozitiv care transformă semnalele acustice sau optice în semnale electrice, folosit în sistemele de transmisiune a sunetelor sau a imaginilor, permițând detectarea unei informații (cel mai adesea corespunzând unei mărimi fizice sau biologice).
- captură -  informație audio sau video înregistrată în calculator cu ajutorul plăcii video sau al plăcii de sunet.
- caracterograf - aparat electronic pentru vizualizarea, pe ecranul unui tub catodic, a dispozitivelor semiconductoare.
- caractron - tub catodic folosit în afișarea rapidă a literelor sau a cifrelor pe ecran.
- carcinotron - tub electronic cu vid înaintat, folosit în domeniul frecvențelor foarte înalte.
- carmotron - tub magnetron cu undă inversă, cu domeniu îngust de acordare.
- cască - dispozitiv format din unul sau din două receptoare electroacustice ce se pot fixa pe urechi, cu ajutorul unui suport, care este folosit pentru a asculta muzică, transmisiuni radiofonice, telefonice etc.
- casetă:

- cutie-anexă a camerelor video, în interiorul căreia se află înfășurat negativul foto;
- cutie standardizată, din material plastic, în care se află montată banda magnetică, care înregistrează sau reproduce sunetul sau imaginea.
- casetă audio - cutie de plastic în care se află o bandă magnetică care poate stoca informație audio în format analogic.
- casetă video - casetă care conține bandă magnetică pe care se pot înregistra imagini și sunete însoțitoare; sinonim: videocasetă.

- casetofon - aparat de înregistrare și de reproducere a sunetelor cu ajutorul benzilor magnetice introduse în casete.
- casetotecă - raft sau dulap special pentru depozitarea casetelor (de casetofon).
- catod - electrod al unui tub electronic care emite electroni.
- catometru - aparat pentru controlul mărimilor caracteristice tuburilor electronice.
- catoscop - tub de raze catodice folosit în receptoarele de televiziune.
- cauzalitate inelară - vezi feedback.
- cavitate rezonantă - circuit oscilant pentru frecvențe foarte înalte, constituit dintr-o incintă cu pereți metalici în care se pot întreține oscilații electromagnetice sub formă de unde staționare.
- ceas digital - ceas electronic la care ora este indicată prin cifre atașate pe un ecran.
- ceas electronic - ceas a cărui funcționare se bazează pe folosirea circuitelor integrate specializate.
- ceas vorbitor  - ceas electronic la care ora este anuntată verbal.
- ceasoficare - creare a unei rețele de ceasuri publice a căror funcționare este asigurată prin transmiterea unor impulsuri electrice de la un centru de control.
- centrală telefonică - ansamblu de instalații electrice, dispozitive și clădiri la care ajung liniile posturilor unei rețele telefonice și liniile de legătură cu alte rețele telefonice și în care se efectuează (automat sau manual) legăturile telefonice între abonați.
- cinescop - tub catodic de sinteză și de redare a imaginilor de televiziune, care transformă variațiile semnalului electric recepționat în vibrații ale luminozității unui spot luminos care se deplasează pe ecran.
- cip - vezi circuit integrat.
- cipcard - cartelă cu cipuri.
- circuit bending - modificarea și personalizarea circuitelor electronice⁠(d) pentru a modifica sau îmbunătăți funcționalitatea acestora.
- circuit de control - sistem electronic care gestionează și controlează funcționarea unui dispozitiv sau a unui sistem, utilizând semnale electrice, utilizat în sistemele de automatizare industrială, în sistemele de securitate, în sistemele de control al temperaturii, în sistemele de iluminat inteligent și multe alte domenii.
- circuit imprimat - vezi cablaj imprimat.
- circuit integrat - bucată mică de material semiconductor pe care se montează un număr mare de componente electrice și electronice de dimensiuni mici și care îndeplinește o funcție specifică; altă denumire: cip.

- circuit integrat hibrid - circuit electronic construit din dispozitive individuale, cum ar fi dispozitive semiconductoare (de exemplu, tranzistori, diode sau CI monolitice) și componente pasive; altă denumire: microcircuit hibrid.

- circuit oscilant - circuit electric format din bobine și condensatoare conectate între ele și între care se desfășoare un schimb continuu de energie electrică, determinând un fenomen oscilatoriu; vezi și oscilator electronic.

- circuit oscilant paralel (sau derivație) - circuit oscilant în care elementele acestuia sunt conectate în derivație (în paralel) serie între ele și cu sursa de semnal electric.
- circuit oscilant serie - circuit oscilant în care elementele acestuia sunt legate în serie între ele și cu sursa de semnal electric.

- clock - semnal dreptunghiular de frecvență constantă utilizat pentru a comanda circuitele electronice din cadrul unui sistem digital.
- CMOS - vezi semiconductor metal-oxid complementar.
- cod de culori - sistem de notare prin culori a cifrelor care reprezintă parametrii principali ai rezistorilor și condensatoarelor.
- codul Morse - alfabet constituit din linii și puncte și utilizat pentru transmisiile radio, acustice și optice.
- coeficient de amortizare - parametru al unui circuit oscilant definit ca raportul dintre rezistența circuitului și dublul inductanței bobinei.
- comutator electronic - aparat electronic care permite observarea independentă a două curbe pe ecranul unui osciloscop catodic cu un singur fascicul de electroni.
- conducție directă - vezi polarizare directă.
- conducție indirectă - vezi polarizare indirectă.
- conectivitate - capacitatea unui dispozitiv sau a unei rețele de a se conecta și a comunica eficient cu alte dispozitive, rețele sau resurse digitale; descrie gradul în care dispozitivele (telefoane mobile, computere, routere, servere, etc.) pot accesa și transfera informații între ele prin intermediul unei rețele de telecomunicații, cum ar fi Internetul, rețelele de telefonie mobilă, rețelele Wi-Fi, etc.
- convertor digital-analogic - sistem care transformă un semnal digital în semnal analogic.
- cristal de cuarț - element de circuit cu proprietăți piezoeletrice, compus dintr-un monocristal de SiO2 și care se utilizează pentru stabilizarea frecvenței unui oscilator și pentru emisia și recepția ultrasunetelor.
- cuantizare - transformarea unui semnal cu valori continue într-unul cu valori discrete, numite nivele de cuantizare, între două nivele succesive fiind o diferență numită cuantă.
- cuplaj - legătură între două sau mai multe circuite oscilante prin bobine, rezistoare sau prin intermediul câmpului electromagnetic variabil.
- curbă de rezonanță - reprezentarea grafică a dependenței curentului printr-un circuit oscilant în funcție de frecvența sursei de alimentare.
- cutie neagră - termen folosit pentru un sistem a carui structura interna este necunoscuta

## D
- decrement de amortizare - parametru al unui circuit oscilant definit ca raportul dintre energia consumată prin pierderi active într-o semiperioadă de oscilație și energia acumulată pe bobină.
- depunere chimică în fază de vapori - metodă de fabricare a unor semiconductori, prin care plăcuța semiconductoare este expusă unuia sau mai multor precursori volatili, care au rolul de a reacționa și a se depune pe suprafața substratului sub forma produsului dorit.
- detecție - operație de identificare a prezenței unui semnal util într-o recepție de unde electromagnetice.
- deviație de frecvență - în cadrul modulației de frecvență sau a celei de fază, diferența maximă dintre frecvența instantanee a semnalului modulat și frecvența purtătoare.
- dezacord - parametru al unui circuit oscilant definit ca:

{\displaystyle \beta =\left({\frac {\omega }{\omega _{0}}}-{\frac {\omega _{0}}{\omega }}\right)}, unde
{\displaystyle \omega _{0}={\frac {1}{\sqrt {LC}}}} este pulsația proprie a circuitului oscilant;
{\displaystyle \omega } este pulsația curentului de alimentare.
- diafragmă - membrană elastică (la microfon, telefon, gramofon etc.) care, prin vibrațiile ei, reproduce sunetele.
- dictafon - magnetofon utilizat la înregistrarea automată a comunicărilor vorbite, de obicei în scopul dactilografierii lor ulterioare.
- difuzie - formarea unor unde incoerente atunci când undele radio se propagă într-un mediu neomogen sau se reflectă pe o suprafață neregulată; sinonim: împrăștiere.
- difuzor - aparat, de obicei în formă de pâlnie, care, fiind acționat de curenți electrici variabili, produce unde sonore și le împrăștie în jur; se întrebuințează la aparatele de radio și la amplificarea vocii (în săli publice, în piețe sau pe străzi).
- digitron - tub electronic cu descărcare luminescentă, cu mai mulți catozi, folosit pentru indicații alfanumerice în aparatura digitală de măsurare.
- diodă:

- element al unui circuit electric cu doi electrozi care are o rezistență mică față de un sens de trecere al curentului electric și foarte mare față de sensul opus;
- tub electronic cu doi electrozi din care unul emite electroni.
- diodă semiconductoare - dispozitiv electronic constituit dintr-o joncțiune pn prevăzută cu contacte metalice la regiunile p și n și introdusă într-o capsulă din sticlă, metal, ceramică sau plastic.
- diodă stabilizatoare de tensiune - vezi diodă Zener.
- diodă Zener - tip de diodă care permite trecerea în sens invers a curentului în momentul atingerii unei anumite tensiuni; altă denumire: diodă stabilizatoare de tensiune.

- disc de frecvență - disc cu înregistrări speciale, folosit la verificarea și măsurarea caracteristicilor de redare ale pick-up-urilor.
- dispozitiv de mixaj - dispozitiv cu două sau mai multe intrări , destinate obținerii unui semnal rezultat din combinarea în proporții dorite a semnalelor de intrare.
- dispozitiv optoelectronic - dispozitiv care are proprietatea de a transforma un semnal luminos într-unul electric sau invers.
- doză - aparat care produce un curent electric variabil sub acțiunea vibrațiilor pe care i le imprima o placă de fonograf, de picup.
- duplex - caracterizare a unui canal de transmisie în care transmisia se poate face simultan în ambele sensuri.

## E
- echilibrare - atenuare a cuplajelor nedorite dintre circuitele unei linii de telecomunicații.
- eșantionare - transformarea unui semnal continuu într-unul discret, format din impulsuri numite eșantioane.
- explorare - (în televiziune) mișcare a unui spot analizor sau sintetizor, într-o anumită ordine și cu o viteză determinată, parcurgând toate punctele imaginii și o singură dată.
  - explorare liniară progresivă - explorare în care spotul parcurge imaginea progresiv, linie cu linie, într-un singur drum fiind explorat întregul cadru.

## F
- factor de calitate - mărime caracteristică unui circuit oscilant, reprezentând inversa amortizării acestuia.
- factor de zgomot - măsură a calității semnalului transmis sau prelucrat, fiind raportul dintre nivelul semnalului util și nivelul zgomotului din jur (adică interferența sau componentele nedorite din semnal).
- feedback - conexiune inversă într-un sistem, circuit electronic, pentru menținerea stabilității și echilibrului acestuia față de influențele exterioare; alte denumiri: lanț cauzal închis; retroacțiune, cauzalitate inelară.
- formula lui Thomson - relația care furnizează perioada proprie a unui circuit oscilant:

{\displaystyle T=2\pi {\sqrt {LC}}}, unde {\displaystyle L} este inductanța circuitului, iar {\displaystyle C} capacitatea acestuia.
- fotolitografie - tehnică de realizare a circuitelor integrate care utilizează lumina pentru a produce pelicule subțiri cu modele fine din materiale adecvate peste un substrat, cum ar fi o placă de siliciu pentru a proteja zonele selectate ale acesteia în timpul gravării, depunerii sau operații de implantare ulterioare.
- fotoreleu - dispozitiv electronic care închide un circuit sub acțiunea luminii; sinonim: fotoîntrerupător.
- frecvență purtătoare - frecvență a unei purtătoare sinusoidale pure, în cazul transmisiilor TV distingându-se o frecvență purtătoare de imagine și una de sunet.

## G
- gazotron - tub electronic cu gaz, utilizat în special la redresarea curentului alternativ.
- germaniu - semimetal alb-argintiu cu luciu metalic, folosit ca semiconductor, la fabricarea diodelor de comutație, tranzistorilor, detectoarelor de radiații, iar oxidul de germaniu la confecționarea instrumentelor optice.
- ghid de unde - sistem care permite confirmarea propagării undelor electromagnetice de-a lungul unei traiectorii bine determinate; în domeniul herțian, acsta este format din tuburi goale în interior.
- grilă - electrod în formă de sită sau de gard din sârmă intercalat între anodul și catodul unui tub electronic sau între alți doi electrozi, prin deschiderile căruia poate trece un flux de electroni sau de ioni.

## H
- halo - pată luminoasă care apare în jurul unei imagini video datorită unor fenomene care au loc în tubul analizor.
- hertzian - referitor la undele radio; vezi și: cablu hertzian, undă hertziană.
- hi-fi - vezi înaltă fidelitate.

## I
- imprimare - înregistrare de sunete pe o bandă.
- impuls - grup de oscilații de foarte înaltă frecvență care se succed periodic într-un anumit timp. 
  - impuls electromagnetic - undă electromagnetică de energie foarte mare și durată foarte mică, capabilă să distrugă orice tip de dispozitiv electronic.
- indicator de câmp - aparat care evidențiază câmpul electromagnetic generat de un emițător pentru poziționarea optimă a antenei receptorului.
- indicator de modulație - aparat care măsoară gradul de modulație, a indicelui de modulație sau a deviației maxime de frecvență a unui semnal de radiofrecvență modulat cu un semnal de audiofrecvență; sinonim: monitor de modulație.
- interfață - dispozitiv care convertește semnalele electronice, astfel încât două aparate sau sisteme să poată comunica între ele.
- izoscop - tub electronic în care condensatorul orticonului e înlocuit printr-un dispozitiv generator de câmp magnetic.

## Î
- împrăștiere  - vezi difuzie.
- înaltă fidelitate - calitate a unor aparate sau sisteme electroacustice de a reda cât mai fidel semnalele sonore (înregistrate); abreviere: hi.-fi.

## J
- jack - dispozitiv de interconectare electrică ce permite, prin introducerea unei fișe, stabilirea unei legături între două linii de telefonie, magnetofoane sau casetofoane.
- joncțiune p-n - regiunea (sau interfața) dintre două tipuri de material semiconductor unul de tip p și altul de tip n în interiorul aceluiași cristal semiconductor.

## K
- kenotron - tub electronic cu doi electrozi, folosit pentru redresarea curenților alternativi de înaltă tensiune.

## L
- lampă catodică - lampă emițătoare de electroni.
- lampă de radio - tub electronic.
- lanț cauzal închis - vezi feedback.
- lățime de bandă - gama de frecvențe pe care un sistem poate să le transmită sau să le proceseze; este o măsură a capacității unui canal de comunicație, a unui semnal sau a unui sistem de a transporta informație.
- luminofor -  substanță care are proprietatea de luminescență, folosită la acoperirea tuburilor fluorescente și a tuburilor catodice de osciloscop și cinescop.

## M
- magnetofon - aparat care înregistrează și reproduce sunetele cu ajutorul unor benzi speciale, acoperite cu o substanță feromagnetică.
- magnetron - tub electronic generator de oscilații de foarte înaltă frecvență.
- matrice - element component al unui sistem de televiziune color, care realizează transformarea liniară a semnalului de televiziune în alte semnale, conform unor legi colorimetrice.

- matrice de comutare - dispozitiv de comutare a semnalelor, prevăzut cu un anumit număr de bare de intrare și de ieșire, astfel încât un semnal de intrare poate fi obținut la una sau mai multe ieșiri, acționând asupra elementului aflat la intersecția barei de intrare cu bara de ieșire dorită.
- matrice fazată - sistem de antene format din multiple elemente radiante (dipoli, microstrip⁠(d)-uri etc.), a căror fază⁠(d) și amplitudine pot fi ajustate electronic pentru a modifica direcția și caracteristicile undei emise sau recepționate, fără a necesita mișcarea fizică a antenei.

- membrană - corp subțire flexibil, care, prin vibrație, poate produce sau transmite sunete, fiind folosit la telefon, la microfon și la alte aparate acustice sau de percuție.
- metoda Czochralski - modalitate eficientă de obținere a monocristalelor semiconductoare.
- microcircuit hibrid - vezi circuit integrat hibrid.
- miră (de televiziune) - desen convențional utilizat pentru controlul, verificarea și reglarea unui canal de televiziune.
- modulație - tehnică utilizată în telecomunicații prin care un semnal util de frecvență joasă este "încărcat" peste un semnal de frecvență foarte ridicată numit purtătoare, în vederea transmiterii la distanță, prin aer, a unei informații.

- modulație cu bandă laterală unică - variantă a modulației de amplitudine (AM) în care doar una dintre benzile laterale (superioară sau inferioară) este transmisă, eliminând unda purtătoare⁠(d).

- monitor de modulație - vezi indicator de modulație.
- multiplexare - metodă prin care mai multe semnale analogice sau fluxuri de date digitale sunt combinate într-un singur semnal și transmise prin intermediul unui singur canal.

## N
- nepermetru - instrument folosit în electroacustică pentru măsurarea nivelului de transmisiune în neperi.
- noise cancelling -  (la sistemele audio) metodă de reducere a unui sunet nedorit prin adăugarea unui al doilea sunet de frecvență opusă.
- NTSC - comitet care emite standarde de radio și televiziune în SUA; vezi și: PAL, SECAM.

## O
- ochi magic - tub electronic cu ecran fluorescent, care se foloseste in special la aparatele de recepție radiofonică sau radiotelegrafică, pentru a indica în ce măsură este realizat acordul pe lungimea de undă dorită; altă denumire: indicator de acord.
- optică electronică⁠(en)[traduceți] - domeniu al electronicii care studiază mișcarea electronilor în vid, într-un câmp electric sau magnetic.
- oscilator electronic - dispozitiv electronic ce generează oscilații de o anumită frecvență; vezi și circuit oscilant.
- otofon - dispozitiv electroacustic care recepționează semnalele electrice, transformându-le în semnale acustice.

## P
- PAL - standard de televiziune pentru rețelele din Europa de vest, cu excepția Franței; vezi și: SECAM, NTSC.
- pavilion - pâlnie acustică a unui receptor telefonic, a unui megafon.
- pick-up - aparat pentru redarea prin mijloace electroacustice a sunetelor înregistrate pe un disc.
- polarizare (conducție) directă - polarizare a unei diode astfel încât potențialul anodului să fie mai ridicat decât al catodului.
- polarizare (conducție) indirectă - polarizare a unei diode astfel încât potențialul catodului să fie mai ridicat decât al anodului.
- principiul cutiei negre - renunțare la cunoașterea structurii interne a unui sistem, stabilind, pe cale experimentală, doar corelațiile între ieșiri și intrări, pentru a descrie comportamentul sistemului față de exterior.
- pupitru de mixaj - parte a pupitrului de regie tehnică de la care se mixează semnalele ce provin de la diverse surse.
- pupitru de regie tehnică - dispozitiv de control care grupează elementele de mixaj, control, reglaj, comandă etc., în cadrul unei transmisii radio sau TV.
- purtătoare:

- vezi semnal purtător;
- componentă spectrală, într-un semnal modulat, cu frecvența egală cu a semnalului periodic combinat cu semnalul modulator.
- putere a unui tranzistor - puterea electrică pe care un tranzistor o poate transforma în căldură, fără să se distrugă.

## Q
- quadrofonie - tehnologie de captare și redare a sunetului pe patru canale și care redă o imagine sonoră în relief.

## R
- radiator de răcire - piesă din aluminiu sau cupru cu suprafața cât mai mare, pe care sunt montate componente electronice pentru o răcire cât mai rapidă a acestora.
- radiație catodică - flux de electroni emiși de catodul unui tub de descărcare electrică vidat.
- radio:

-  Instalație de transmitere a sunetelor prin unde electromagnetice, cuprinzând aparatele de emisiune și pe cele de recepție.
- vezi radioreceptor.
- radioreceptor - vezi aparat de radio.
- radiogoniometrie - metodă de determinare a direcției din care se emit unde radio, bazată pe utilizarea proprietăților antenelor receptorului.
- radiogoniometru - instalație de radio-recepție folosită în radiogoniometrie, în navigația fără vizibilitate și în radiolocație, pentru determinarea direcției din care sunt emise semnalele radio.
- rază de acoperire - distanța sau zona geografică în care un semnal de telecomunicații, cum ar fi un semnal radio, de telefonie mobilă, Wi-Fi sau de televiziune, poate fi recepționat și utilizat în mod eficient.
- raze catodice - radiație de electroni emiși de catodul unui tub de descărcare electrică, într-un gaz care se află la presiune foarte joasă.
- reacțiune - derivarea unei puteri din circuitul de iesire al unui amplificator de radio cu tuburi electronice si introducerea ei in circuitul lui de intrare.
- recepție - captare a semnalelor, urmată de amplificarea și transformarea acestora într-un mesaj (sonor, optic sau grafic) asemănător și de aceeași natură cu mesajul transmis.
- reflector - element component al unor antene în scopul măririi directivității lor.
- regim de blocare - regim de funcționare a tranzistorului în care curentul de colector este nul.
- regim forțat - situație a unui circuit oscilant în care oscilațiile electrice sunt întreținute prin compensarea pierderilor de energie în mod periodic de către sursa de alimentare.
- regim liber - situație a unui circuit oscilant în care acesta este conectat la sursa de energie doar în faza inițială, iar schimbul energetic periodic dintre bobină și condensator durează până când energia primită inițial este consumată prin efect caloric și prin câmpurile de pierdere ale elementelor reactive de circuit.
- registru - dispozitiv utilizat în centralele telefonice automate la înregistrarea automată a numărului telefonului chemat.
- regulator liniar - circuit electronic proiectat pentru a furniza o tensiune stabilă și reglată la ieșirea sa și aceasta prin convertirea tensiunii de intrare prin intermediul unui amplificator de putere care reglează tensiunea de ieșire într-un mod liniar și continuu.
- releu de retransmisie - dispozitiv sau echipament care primește semnalele transmise de la o sursă și le retransmite mai departe, fie amplificându-le, fie prelucrându-le pentru a le îmbunătăți calitatea sau pentru a extinde raza de acoperire.
- retroacțiune - vezi feedback.
- rețea de telecomunicații - sistem complex de interconectare a mai multor dispozitive și infrastructuri, care permite transmiterea de informații (voce, date, text, video) între utilizatori sau sisteme aflate la distanță și care utilizează diverse tehnologii și mijloace de comunicație, cum ar fi cablurile de fibră optică, undele radio, sateliții de telecomunicații, pentru a asigura comunicarea rapidă și eficientă.
- rezoluție - număr de linii ce pot fi afișate într-un spațiu egal cu înălțimea monitorului.
- rollover cable - vezi cablu consolă.

## S
- satelit de telecomunicații - satelit artificial plasat în spațiu în scopuri de telecomunicații.
- saturație - stare a unui tranzistor în care rezistența electrică dintre emitorul și colectorul acestuia este foarte aproape de zero.
- SECAM - sistem de televiziune dezvoltat în Franța și utilizat de multe alte țări; vezi și: PAL, NTSC.
- selectivitate - calitate a unui radioreceptor de a separa semnalul util, pe care este acordat, de semnalele nedorite cu frecvențe învecinate.

- selectivitate în curent - mărime caracteristică unui circuit oscilant care reprezintă raportul dintre valoarea curentului electric prin circuit, corespunzător unei frecvențe oarecare și valoarea curentului electric prin circuit la frecvența de rezonanță:

{\displaystyle S_{I}={\frac {1}{\sqrt {1+\beta ^{2}Q^{2}}}}},
unde {\displaystyle \beta } este dezacordul, iar {\displaystyle Q} factorul de calitate.
- selectivitate în tensiune - mărime caracteristică unui circuit oscilant care reprezintă raportul dintre valoarea tensiunii electrice la bornele circuitului, corespunzător unei frecvențe oarecare și tensiunii electrice la frecvența de rezonanță:

{\displaystyle S_{U}={\frac {\omega }{\omega _{0}}}{\frac {1}{\sqrt {1+\beta ^{2}Q^{2}}}}}, unde:
{\displaystyle \omega _{0}={\frac {1}{\sqrt {LC}}}} este pulsația proprie a circuitului oscilant;
{\displaystyle \omega } este pulsația curentului de alimentare.
- semiconductor metal-oxid complementar - (abreviere: CMOS) dispozitiv semiconductor ce constă din două semiconductoare metal-oxid cu efect de câmp (MOSFET), unul de tip N și unul de tip P, integrate

într-un cip de silicon.
- semnal - succesiune continuă sau discretă de valori ale unei mărimi, capabilă a se propaga într-un mediu dat.

- semnal audio⁠(d) - semnal care este transmis prin intermediul unui cablu sau a unui alt tip de conexiune între diferite dispozitive electronice, cum ar fi un microfon, un preamplificator⁠(d), un mixer⁠(d), un amplificator și difuzoare.
- semnal de imagine - semnal electric care rezultă în urma procesului de analiză a unei imagini.
- semnal de pauză - semnal transmis în intervalele dintre părțile de program, permițând identificarea programului de radiofuziune sonoră sau televiziune.
- semnal de radiofrecvență - semnal care oscilează la o frecvență foarte înaltă, de obicei în intervalul 3 kHz până la 300 GHz și utilizat într-o varietate largă de aplicații, cum ar fi comunicațiile wireless, transmiterea datelor, radarul și televiziunea.
- semnal orar - emisiune radio care dă ora exactă cu mare precizie, după anumite scheme de emisiune.
- semnal purtător - semnal ce urmează a fi combinat cu un semnal modulator, într-un proces de modulație; altă denumire: purtătoare.

- senzor - dispozitiv electronic care detectează și măsoară o variație a unui parametru fizic și convertește această variație într-un semnal electric, utilizat pentru a măsura o gamă largă de mărimi fizice, cum ar fi temperatură, presiune, umiditate, luminozitate, forță, accelerație, rotație, fluxul de lichide etc.
- sinteză - recompunere a elementelor în care a fost descompusă imaginea transmisă la distanță.

- sinteză a sunetelor:

- tehnică de generare pe cale electronică a sunetelor prin intermediul unor parametri relevanți;
- tehnică de procesare prin care se reduce redundanța semnalelor vorbirii umane.
- spot - urma lăsată pe o suprafață de către un fascicul de electroni sau de un fascicul luminos și care, atunci când întâlnește un strat de luminofori, generează un spot luminos.

- spot de explorare - suprafață de impact a unui fascicul de explorare și care, în partea de analiză a imaginii, se numește spot analizor, iar în partea de sinteză - spot sintetizor.
- spot volant - vezi analiză cu spot volant.

- stabilitron (sau: stabilovolt, stabilivolt) - tub electronic cu descărcare luminescentă, utilizat ca stabilizator de tensiune.
- stabilizator de tensiune - circuit electric ce menține o tensiune stabilă la ieșirea sa, indiferent de fluctuațiile tensiunii de alimentare sau de variațiile de sarcină.
- stare tranzitorie - perioada în care un sistem electronic răspunde la o schimbare bruscă a condițiilor de operare până când ajunge la o nouă stare de echilibru; exemple: comutarea unui tranzistor, aplicarea unui semnal, modificării ale tensiunii de alimentare.
- sterofonie - procedeu de înregistrare și de redare a sunetului, permițând reconstituirea spațială a sursei sonore în timpul audiției.
- stereogoniometru - aparat utilizat pentru controlul informației stereofonice și pentru aprecierea diferenței de intensitate și de fază între semnalele stereofonice.
- subpurtătoare de crominanță - frecvență purtătoare ajutătoare, plasată în interiorul benzii de frecvențe a semnalului de imagine pe care este transmis semnalul de crominanță, astfel încât spectrul acestuia să se afle între limitele spectrului semnalului de luminanță.
- superheterodină - procedeu de radiorecepție în care frecvența undei recepționate este schimbată cu ajutorul unui oscilator local, obținându-se, în scopul detectării, amplificării și difuzării, un semnal de frecvență intermediară fixă.
- supramodulație - modulație a unui semnal purtător cu un semnal modulator de amplitudine mai mare.
- sursă - electrod al unui tranzistor cu efect de câmp, care furnizează purtătorii de sarcină majoritari.
- sursă de alimentare - vezi alimentator de energie.

- sursă de alimentare neîntreruptibilă - (abreviere UPS) dispozitiv care poate furniza energie electrică atunci când sursa principală nu funcționează, destinat pentru protecția sistemelor de calcul și eliminarea perturbațiilor de la rețeaua de curent.

## T
- Tabel național de atribuire a benzilor de frecvențe - document oficial prin care se stabilește repartizarea benzilor de frecvențe pentru serviciile de radiocomunicații și condițiile de utilizare a acestora și care determină categoria benzilor de frecvențe.[2]
- telefonie celulară -  serviciu de telefonie care folosește o rețea de comunicații de înaltă frecvență (450-900 MHz), bazată pe relee care controlează zone din teritorii cu raze a căror mărime variază de la un sistem de telefonie la altul.
- telefon mobil (sau celular) -  aparat portabil de mici dimensiuni, individual, prevăzut cu un transmițător și cu un receptor și care permite convorbiri la distanță, transmiterea de mesaje scrise prin intermediul undelor electromagnetice, efectuarea de fotografii etc.
- tensiune de deschidere - (la semiconductori) valoare a tensiunii în polarizare directă, de la care valoarea curentului începe să fie semnificativă.
- tensiune termică - valoarea expresiei {\displaystyle k_{B}T/e}, unde {\displaystyle k_{B}} este constanta Boltzman, T - temperatura în K iar e este sarcina electronului; la temperatura camerei, tensiunea termică este aproximativ 25 mV.
- terminal:

- stație de radioreleu, componentă a unei rețele de radiorelee;
- element de conectare a componentelor electronice.
- termotelefon - telefon la care vibrațiile sonore sunt produse prin vibrațiile de temperatură ale unui fir subțire de platină.
- tiratron - tub electronic de tip triodă, utilizat la relee electronice și pentru reglarea tensiunii de ieșire la redresoare.
- transductor - dispozitiv care primește energie de o anumită formă și o convertește într-o altă formă de energie.
- transmisiune -  comunicare între un post emițător și un post receptor de telegrafie, telefonie sau radiofonie; emisiune radiofonică.
- transmisiuni - ansamblul mijloacelor tehnice de legătură utilizate de unitățile militare în timpul operațiilor.
- tranzistor - dispozitiv electronic alcătuit dintr-un semiconductor eterogen, a cărui funcționare se bazează pe deplasarea purtătorilor de sarcină în interiorul semiconductorului, sub acțiunea unor tensiuni aplicate convenabil.

- tranzistor bipolar - tip de tranzistor compus din două tipuri opuse de material semiconductor: un strat dopat cu impurități de tip P (pozitiv) și un strat dopat cu impurități de tip N (negativ) și la care curentul este controlat prin intermediul unui curent de bază, care determină gradul de conductivitate a stratului de semiconductori din zona din mijloc a tranzistorului.
- tranzistor cu efect de câmp - vezi tranzistor unipolar.
- tranzistor cu joncțiuni aliate - tip de tranzistor de joncțiune bipolar dezvoltat la General Electric și RCA în 1951, ca o îmbunătățire față de tranzistorul cu joncțiuni crescute dezvoltat anterior.
- tranzistor IGBT - dispozitiv semiconductor de putere cu trei terminale, utilizat în principal ca un comutator electronic, care combină eficiența ridicată și comutarea rapidă.
- tranzistor metal-oxid-siliciu - vezi tranzistor MOSFET.
- tranzistor MOSFET -  tip de tranzistor unipolar care are un strat subțire de dioxid de siliciu între sursă și canalul semiconductor al dispozitivului și care acționează ca un izolator între sursă și canalul semiconductor, permițând astfel controlul tensiunii de la poartă asupra curentului care circulă prin acest canal; altă denumire: tranzistor metal-oxid-siliciu.
- tranzistor unipolar - tip de tranzistor care controlează intensitatea curentului prin intermediul unui câmp electric, în timp ce tranzistorul bipolar controlează intensitatea curentului prin intermediul unui curent de bază; altă denumire: tranzistor cu efect de câmp.

- trigger Schmitt – circuit basculant utilizat pentru a produce o tranziție netă în aplicații în care semnalele pot avea o pantă mai lentă.
- tub analizor (de imagine) - element al sistemului clasic de televiziune care transformă imaginea optică în semnale electrice; vezi și explorare.
- tub catodic - tub electronic în care un fascicul de electroni este focalizat pe suprafața unui strat luminescent , formând un spot luminos, utilizat la osciloscoape și la sistemul de televiziune din trecut.
- tub electronic - dispozitiv sau aparat constituit dintr-un recipient etanș (de sticlă sau de metal), vidat sau cu gaz rarefiat, echipat cu doi sau mai mulți electrozi, între care se stabilesc curenți electrici.

- tub electronic cu gaz - tub electronic în care circulația electronilor emiși de catod au loc printr-o descărcare electrică în gaz; exemple: tiratron, gazotron, stabilitron.
- tub electronic cu vid - tub electronic cu vid înaintat, având funcționarea bazată pe fenomenul emisiei termionice; exemple: dioda (cu vid), trioda, tetroda⁠(en)[traduceți] etc.

- tun electronic⁠(en)[traduceți] - element constitutiv al tuburilor analizoare de imagine, ale tuburilor catodice sau al cinescoapelor, care generează un fascicul de electroni care generează un spot pe suprafața pe care cade.

## U
- undă hertziană - undă electromagnetică prin care se fac transmisiile radiofonice.
- undă lungă - (în radiofonie) undă electromagnetică cu o lungime de 700-2.000 m.
- undă medie - undă electromagnetică cu o lungime de 200-600 m.
- undă scurtă - undă electromagnetică cu o lungime medie de 0,50 m.
- Uniunea Internațională pentru Telecomunicații - este cea mai importantă organizație de standardizare în domeniul telecomunicațiilor, aflată în prezent sub egida Organizației Națiunilor Unite.
- UPS - vezi sursă de alimentare neîntreruptibilă.

## V
- variabilă de stare - variabile care descriu starea unui circuit electronic prin tensiunile electrice din noduri și intensitățile curenților din ramurile sale.
- varistor - dispozitiv constituit dintr-un semiconductor omogen, a cărui rezistență scade cu creșterea valorii tensiunii aplicate la bornele acestuia.
- vectoroscop - aparat pentru măsurarea amplitudinii și fazei subpurtătoarei de crominanță modulate în sistemele de televiziune color NTSC și PAL.
- vibrator - vezi buzzer.
- videocasetă - vezi casetă video.
- volum - nivel de intensitate sonoră a semnalelor auditive în transmisiile de electrocomunicații.

## W
- Wehnelt, cilindru ~⁠(en)[traduceți] (sau grilă ~) - electrod al unui tun electronic ce joacă rolul de a concentra și dirija fasciculul de electroni.

## Y
- Yost cable - vezi cablu consolă.

## Z
- zgomot de cuantizare - zgomot de fond ce apare a urmare a cuantizării unui semnal, fiind egal cu diferența dintre semnalul cuantizat și cel inițial.
- zgomot de fond - perturbație sonoră (de mică intensitate) care apare în orice mediu de transmisie a semnalelor.
- zonă - bandă de frecvență în care oscilațiile au anumite caractere comune.